# Pilea radiculosa
Pilea radiculosa es una especie de planta del género Pilea, perteneciente a la familia Urticaceae.

## Taxonomía
Pilea radiculosa fue descrita por Ignatz Urban en 1922.

## Distribución
Se encuentra en el territorio de Cuba y Haití.